# Izabella Woszczyńska
Izabella Woszczyńska (ur. 25 marca 1972 w Gdyni) – polska siatkarka występująca na pozycji przyjmującej. Powoływana do szerokiej kadry narodowej. Grała również w piłkę plażową, występowała w parze z Dominiką Leśniewicz. Ostatecznie po sezonie 2004/2005 zakończyła karierę i rozpoczęła pracę z zespołami juniorskimi KPSK Stal Mielec.

## Kluby
- MKS Gdynia
- Chemik Police
- Pałac Bydgoszcz
- Nike Węgrów
- Wisła Kraków
- KPSK Stal Mielec

## Sukcesy
- Siatkówka halowa:
  -  mistrzostwo Polski - 1994, 1995
  -  srebrny medal Mistrzostw Polski - 2001
  -  brązowy medal mistrzostw Polski - 1996, 1998
  -  Puchar Polski - 1993, 1994, 1995
- Siatkówka plażowa:
  -  mistrzostwo Polski - 1999
- Puchar Polski - 2000